# Turów (powiat wrocławski)

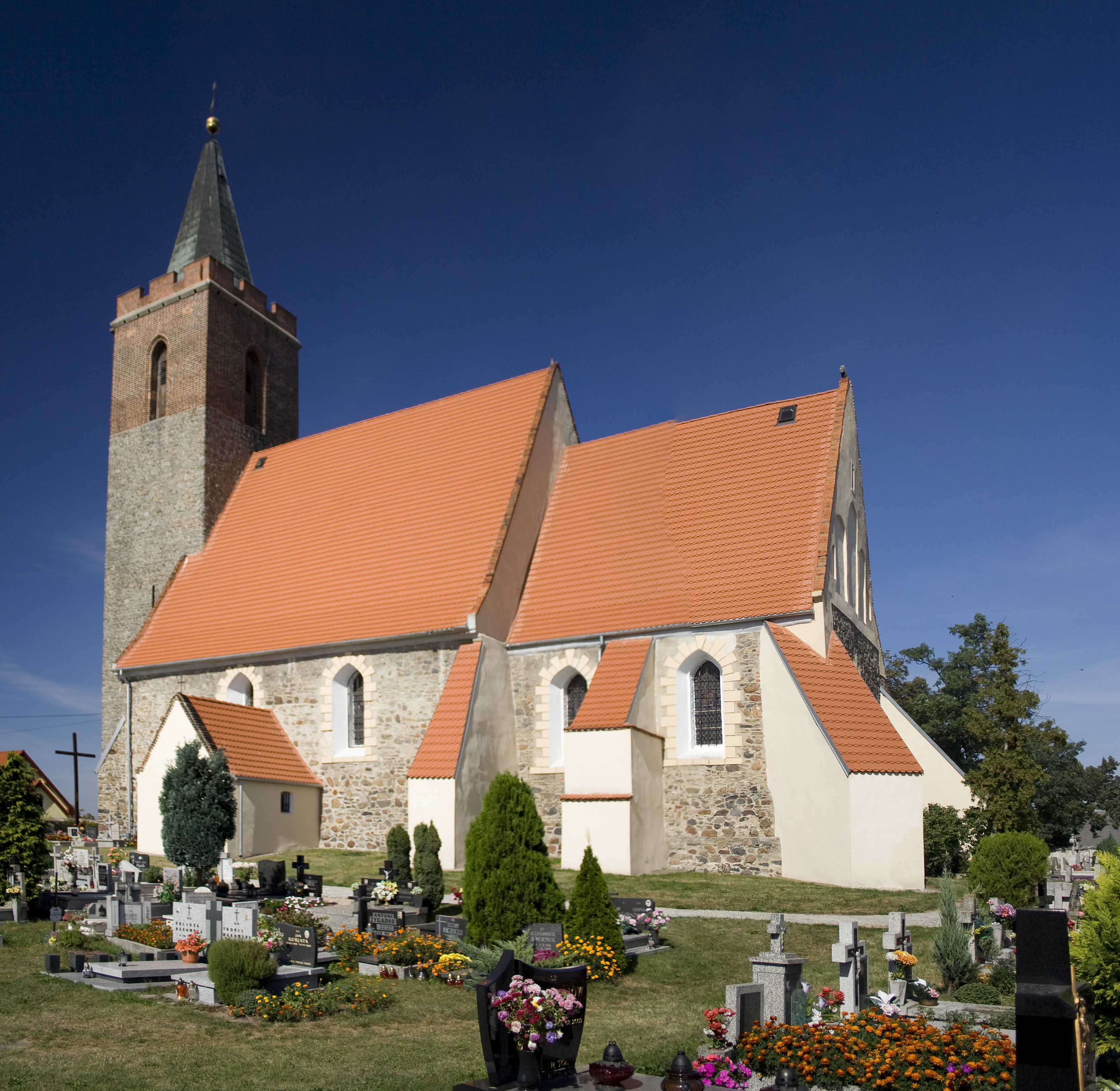
Kościół Narodzenia Najświętszej Maryi Panny

Turów (niem. Thauer) – wieś w Polsce położona w województwie dolnośląskim, w powiecie wrocławskim, w gminie Żórawina. W latach 1975–1998 miejscowość należała administracyjnie do województwa wrocławskiego.

## Geografia
Turów jest położony przy drodze łączącej Strzelin z Wrocławiem (obecnie droga wojewódzka nr 395). Wieś znajduje się na Równinie Wrocławskiej, większość ludności zatrudniona jest w rolnictwie. Wysokość bezwzględna peryferyjnych partii wsi to ok. 135 m n.p.m., natomiast najwyższy punkt - wzgórze z kościołem ma wysokość 148 m n.p.m.

## Nazwa
Pierwsza wzmianka o wsi pochodzi z roku 1155, w bulli papieża Hadriana IV wymieniona jest nazwa Thurou jako własność biskupa wrocławskiego. W innych dokumentach pochodzących z lat 1254, 1265,1349 i 1395 wymieniana jest z kolei nazwa Thurow lub Turow.
W księdze łacińskiej Liber fundationis episcopatus Vratislaviensis (pol. Księga uposażeń biskupstwa wrocławskiego) spisanej za czasów biskupa Henryka z Wierzbna w latach 1295–1305 miejscowość wymieniona jest w zlatynizownej formie Thurow.

## Historia
W roku 1265 miejscowy proboszcz Jan przekazuje niejakiemu Bogusławowi grunt przylegający do kościoła w celu lokacji na prawie niemieckim. W roku 1349 prawa książęce wsi zostały odkupione przez biskupa wrocławskiego Przecława od Agnieszki wdowy po Konradzie de Borsnitz i od jej synów. Do roku 1810 wieś była własnością komandorii joannitów we Wrocławiu. Turów zachował częściowo polski charakter do początków XIX w a w miejscowym kościele msze w języku polskim trwały do 1814 r.

## Zabytki
Do wojewódzkiego rejestru zabytków wpisany jest:
- kościół pw. Narodzenia Najświętszej Marii Panny z XV/XVI w., pocz. XVII w.; położony jest na pagórku, pośrodku cmentarza, otoczony murem. Pierwsze wzmianki o kościele pochodzą z 1265 roku, wówczas pod wezwaniem św. Krzyża, w dokumencie z roku 1395 patronem z kolei jest św. Michał Archanioł. W połowie XVI w. kościół przejęli protestanci, katolicy odzyskali kościół w czasie tzw. Redukcji kościołów w roku 1654. Do końca XVIII wieku był to kościół parafialny, później kościół filialny parafii w Żórawinie, parafię w Turowie erygowano ponownie w roku 1971. Kościół zbudowany został w drugiej połowie XIII w. w stylu gotyckim, przebudowany w 1611. Wystrój wnętrza barokowy, ale z gotyckimi rzeźbami z okresu XV - XVI w i z dzwonem z 1474 r. Do najcenniejszych elementów wyposażenia świątyni należą barokowy ołtarz główny z roku 1737, gotycka rzeźba Matki Boskiej z Dzieciątkiem z ok. 1370 r., późnogotycka Pietà z XV w., cykl malowideł z roku 1730, na parapecie chóru muzycznego, autorstwa Pawła Jakuba Hübera, przedstawiających sceny ze Starego i nowego Testamentu.